# یواس‌اس وگا (ای‌اف-۵۹)
یواس‌اس وگا (ای‌اف-۵۹) (به انگلیسی: USS Vega (AF-59)) یک کشتی بود که طول آن ۵۰۲ فوت (۱۵۳ متر) بود. این کشتی در سال ۱۹۵۵ ساخته شد.